# Samostan Karakal
Samostan Karakal (grško starogrško Μονή Καρακάλλου, Moní Karakálou) je pravoslavni samostan v meniški državi  Gora Atos v Grčiji. Stoji na jugovzhodni strani polotoka in zaseda enajsto mesto v hierarhiji atoških samostanov. V njem je 50 aktivnih menihov. Samostanska knjižnica poseduje 330 rokopisov in okoli 3.000 tiskanih knjig.

## Zgodovina
Samostan je bil ustanovljen v 11. stoletju. V 13. stoletju je bil zaradi delovanja piratov in Latincev popolnoma uničen. 
Po pisanju ruskega romarja Izaije je bil konec 15. stoletja albanski. V 16. stoletju ga je ponovno zgradil moldavski vojvoda Peter IV. Rares.